# Thumbnail
En thumbnail, til tider oversat til miniature på dansk, er digitale billeder og illustrationer, der er reduceret i størrelse ved visningen. Formålet med at vise billeder som thumbnails, er ofte enten at skabe overblik over en serie af billeder, eller at undgå at billedet bliver for dominerende i en tekst-sammenhæng.
I IT-sammenhænge vil søgemaskiner til billeder (som f.eks. Google Billedsøgning) og computerprogrammer til billedorganisering vise billeder som thumbnails. 

## Dimensioner
- The Denver Public Library Digitization and Cataloguing Program producerer thumbnails der er 160 pixels i længden. [1].
- The California Digital Library retningslinjer for digitale billeder anbefaler 150–200 pixels i længde og højde. [2].
- Picture Australia kræver thumbnails er 150 pixels i længden. [3].
- The International Dunhuang Project Standards for Digitization and Image Management specificerer en højde på 96 pixels ved 72 ppi. [4].
- DeviantArt producerer automatisk thumbnails der er maksimalt 150 pixels i længden.
- Flickr producerer automatisk thumbnails der er maksimum 240 pixels in længden, eller mindre 75×75 pixels.
- Picasa producerer automatisk thumbnails på 144 pixels i længden, er 160×160 pixels album thumbnails.

Terminologien Vignette benyttes sommetider til at beskrive et billede, der er mindre end originalen, større end en thumbnail, men ikke over 250 pixels i længden.